# 이동 통신망 사업자 목록
아래는 이동 통신망 사업자 목록이다.

## 목록
- 중국이동통신
- 바르티 에어텔
- 중국연합통신
- 아메리카 모빌
- MTN 그룹
- 텔레포니카
- 보다폰
- 오랑주 (기업)
- 텔레노
- 버라이즌 커뮤니케이션스
- 보다콤
- 비엣텔
- CK 허치슨 홀딩스
- NTT 도코모
- 글로브 텔레콤
- PLDT
- 메가폰 (기업)

### 위성 기반
- 이리듐 커뮤니케이션스
- 글로벌스타
- 인마샛

## 같이 보기
- 인터넷 사용자 수에 따른 나라 목록
- 스마트폰 침투율에 따른 나라 목록